# SixNationState
SixNationState (ook wel Six Nation State of 6NS) is een indie-rockband die in 2004 werd opgericht in Southampton. De leden zijn inmiddels verhuisd naar Reading (Berkshire).
In het eerste jaar na oprichting had SixNationState 154 optredens verzorgd en hebben ze op enkele festivals in Spanje gespeeld en stonden ze in het voorprogramma van Nine Black Alps en Babyshambles.
In de herfst van 2007 kwam de band in het nieuws toen bassist John Maskell gewond raakte nadat hij na het crowdsurfen met zijn voet op een gebroken wijnglas landde.
Het debuutalbum, SixNationState kwam in het Verenigd Koninkrijk uit op 24 september 2007 via Jeepster Records (eerder onder andere Snow Patrol en Belle & Sebastian). In Nederland kwam de cd uit op 10 oktober van datzelfde jaar.
Op 27 juni 2008 speelde SixNationState voor het eerst op het Glastonbury Festival. Op 15 juli van dat jaar speelde de band in Nijmegen tijdens festival de-Affaire; in februari 2008 verzorgden ze al enkele kleinere optredens in Nederland tijdens hun Europese tour.

## Discografie

### Singles
- Keep Dancing (Worst Case Scenario, maart 2006)
- Fire! (Jeepster, 6 november 2006)
- Where Are You Now? (Jeepster, 26 maart 2007)
- We Could Be Happy (Jeepster, 10 september 2007)

### Albums
- SixNationState (Jeepster, 24 september 2007)